# Lü Huihui
Pour les articles homonymes, voir Lu.
Dans ce nom chinois, le nom de famille, Lu, précède le nom personnel.
Lü Huihui (en chinois, 吕会会, née le 26 juin 1989 à Xinxiang) est une athlète chinoise, spécialiste du lancer de javelot. Elle remporte la médaille d'argent des Mondiaux de 2015 à Pékin et le bronze aux Mondiaux de 2017 à Londres ainsi qu'aux Mondiaux de 2019 à Doha.
Elle a également détenu le record d'Asie de la discipline avec 66,13 m, du 30 août 2015 au 21 mai 2017. Elle reprend ce record le 6 août suivant avec 67,59 m, qu'elle améliore en 2019 à 67,98 m.

## Biographie
Faute de tréma, Lü, son nom de famille, est parfois transcrit Lyu ou LV. Lors des qualifications des Jeux olympiques de Londres 2012, elle approche son record personnel en 64,45 m et se qualifie pour la finale, échouant à la 5e place. En avril 2012, elle bat le record d'Asie avec 64,95 m mais le détient pendant seulement 39 jours, sa compatriote Li Lingwei réalisant ensuite 65,11 m.
Le 27 avril 2013, à Zhaoqing, en atteignant la marque de 65,62 m, Lü Huihui améliore le record de Chine et le record d'Asie du lancer du javelot.

### 2015: Vice-championne du monde à Pékin
Le 30 août 2015, Lü Huihui fait sensation en prenant la tête de la finale du lancer du javelot des Championnats du monde de Pékin avec un cinquième jet à 66,13 m, record d'Asie. Elle remporte finalement la médaille d'argent, battue par l'Allemande Kathrina Molitor (67,69 m, meilleure performance de l'année).
L'année suivante, elle se classe seulement 7e aux Jeux Olympiques de Rio avec un lancer 64,04 m.

### 2017: record d'Asie et médaille de bronze mondiale
Le 6 août 2017, elle réalise en qualifications des championnats du monde de Londres un jet à 67,59 m, se qualifiant pour la finale et reprenant le record d'Asie que sa compatriote Liu Shiying avait battu en mai dernier (66,47 m). Deux jours plus tard, elle décroche sa 2e médaille mondiale en empochant le bronze avec un jet à 65,26 m, derrière sa compatriote Li Lingwei (argent, 66,25 m) et la Tchèque Barbora Špotáková (66,76 m).
Lü Huihui commence la saison 2018 par un enchaînement de bonnes performances : à Chengdu, pour sa rentrée le 1er avril, elle lance 63,07 m puis réalise 65,63 m quatre jours plus tard dans la même ville. Le 11 avril, elle gagne à Zhaoqing avec 65,66 m. Sa rentrée internationale a lieu lors du Shanghai Golden Grand Prix, étape de la Ligue de diamant, où elle s'impose avec 66,85 m. La semaine suivante, au Osaka Grand Prix, elle subit sa première défaite de la saison, terminant 2e avec 64,55 m. Néanmoins, elle se rattrape le 26 mai suivant, à Halle, où Huihui améliore le record d'Asie avec un jet à 67,69 m, devenant ainsi la 10e meilleure performeuse mondiale de l'histoire. Le 7 juin, au Bislett Games d'Oslo, elle lance 65,11 m mais doit laisser la victoire à la Biélorusse Tatsiana Khaladovich, auteure de 67,47 m. Le 21 juillet, elle s'impose avec 65,54 m à Londres,.
Le 28 août, elle remporte avec 63,16 m la médaille d'argent des Jeux asiatiques de Jakarta, derrière sa compatriote Liu Shiying (66,09 m).

### 2019: championne d'Asie et deuxième médaille de bronze mondiale
Le 13 avril 2019, elle améliore de 3 centimètres son record d'Asie en réalisant 67,72 m à Huangshi. Huit jours plus tard, elle devient à Doha championne d'Asie avec 65,83 m, et améliore le record des championnats. Elle remporte ensuite la première étape de la Ligue de diamant à Doha (66,89 m) et le meeting de Jinhua (64,33 m), avant de s'imposer à Rome début juin (66,47 m) pour signer sa 6e victoire consécutive.
Le 11 juillet 2019, elle remporte le titre national à Shenyang et améliore son propre record d'Asie avec un jet à 67,83 m. Le 2 août, elle remporte les sélections chinoises pour les championnats du monde 2019 de Doha et bat de 16 centimètres son propre record avec 67,98 m et devient la 10e meilleure performeuse mondiale de l'histoire.
Aux championnats du monde de Doha, alors invaincue en 12 compétitions, elle ne décroche que la médaille de bronze avec un lancer à 65,49 m, derrière sa compatriote Liu Shiying (65,88 m) et l'Australienne Kelsey-Lee Barber (66,56 m).
A Tokyo en 2021, elle échoue une nouvelle fois à monter sur le podium olympique, terminant seulement 5e de la finale avec un meilleur essai mesuré à 63,41 m. 

## Palmarès
| Date | Compétition           | Lieu             | Résultat | Marque  |
| ---- | --------------------- | ---------------- | -------- | ------- |
| 2012 | Jeux olympiques       | Londres          | 5e       | 63,70 m |
| 2015 | Championnats du monde | Pékin            | 2e       | 66,13 m |
| 2016 | Jeux olympiques       | Rio de Janeiro   | 7e       | 64,04 m |
| 2017 | Championnats du monde | Londres          | 3e       | 65,26 m |
| 2018 | Coupe du monde        | Londres          | 3e       | 60,40 m |
| 2018 | Jeux asiatiques       | Jakarta          | 2e       | 63,16 m |
| 2018 | Ligue de diamant      | Ligue de diamant | 4e       | 63,53 m |
| 2018 | Coupe continentale    | Ostrava          | 1re      | 63,88 m |
| 2019 | Championnats d'Asie   | Doha             | 1re      | 65,83 m |
| 2019 | Ligue de diamant      | Ligue de diamant | 1re      | 66,88 m |
| 2019 | Championnats du monde | Doha             | 3e       | 65,49 m |
| 2021 | Jeux olympiques       | Tokyo            | 5e       | 63,41 m |
| 2023 | Jeux asiatiques       | Hangzhou         | 3e       | 61,29 m |

## Records
| Épreuve           | Marque       | Lieu     | Date        |
| ----------------- | ------------ | -------- | ----------- |
| Lancer du javelot | 67,98 m (AR) | Shenyang | 2 août 2019 |